# Крамарев, Григорий Никифорович
Григорий Никифорович Крамарев (1817—1868) — протоиерей русской православной церкви. 

## Биография
Родился в 1817 году в Ахтырском уезде Харьковской губернии в семье священника.
Учился в Ахтырском духовном училище, в Харьковском коллегиуме (духовной семинарии) и в Киевской духовной академии, которую окончил в 1841 году со степенью магистра и 27 августа был определён преподавателем Св. Писания и соединенных с ним предметов в Волынской духовной семинарии, 30 сентября также — помощником инспектора семинарии.
В июне 1844 года был перемещён в Киевскую академию бакалавром всеобщей церковной истории. Был рукоположён во священника к церкви Киевского института благородных девиц 6 ноября 1849 года, а с 1851 года был законоучителем в этом институте.
С 7 сентября 1853 года — экстраординарный профессор Киевской духовной академии. В 1854 году был уволен по прошению от службы при институте и назначен к университетской церкви Св. Владимира; с 27 ноября того же года — протоиерей. С 1 апреля 1856 года стал ключарём Софийского кафедрального собора ключарем; с 5 августа 1863 года — кафедральный протоиерей. Состоял членом Киевской духовной консистории, епархиального попечительства, комитетов по возобновлению Киево-Андреевской церкви и постройке Владимирского собора в Киеве, губернского статистического комитета; был благочинным Киево-Подольских церквей, цензором проповедей киевского градского духовенства, членом киевского губернского присутствия по улучшению быта православного духовенства и председателем Свято-владимирского братства. Был также членом Окружного академического правления.
Был известен как красноречивый церковный проповедник. Много поучений его было помещено на страницах «Руководства для сельских пастырей» и «Киевских епархиальных ведомостей». В 1867 году оставил духовно-училищную службу.
Умер в 1868 году.